# Constructions aéronautiques Émile Dewoitine
La Constructions aéronautiques Émile Dewoitine era un'azienda aeronautica francese fondata da Émile Dewoitine a Tolosa nell'ottobre 1920.
La produzione inizialmente era basata su una serie di caccia monoplani ad ala alta a parasole e di costruzione interamente metallica, i quali, pur riscontrando scarso interesse in patria, ebbero un buon successo commerciale all'estero, prodotti anche su licenza in Italia, Svizzera e Cecoslovacchia. L'azienda venne liquidata nel gennaio 1927 e l'unica produzione attiva in quel momento, il D.27, venne trasferita in Svizzera alla Eidgenössischen Konstruktionswerkstätten (EKW).
Nonostante ciò, Dewoitine rifondò l'azienda a Parigi il marzo dello stesso anno con la ragione sociale di Société aéronautique française (Avions Dewoitine) o SAF. Dopo aver ripreso per breve tempo la produzione del D.27 progettò una serie di caccia che venivano commercializzati sempre con il marchio Dewoitine diventati uno dei simboli dell'ammodernamento del parco velivoli dell'Armée de l'air durante gli anni trenta, la serie D.500.
Sviluppò inoltre alcuni importanti aerei civili, come il D.333 ed un suo sviluppo, il D.338, progettati per le pionieristiche rotte per collegare la Francia con l'Indocina francese, l'attuale Vietnam, ed Hong Kong.
Come conseguenza della nazionalizzazione del marzo 1937, nella quale vennero coinvolte tutte le aziende aeronautiche francesi ad indirizzo bellico, la SAF Dewoitine venne assorbita dalla Société nationale des constructions aéronautiques du midi (SNCAM) che comunque continuò ad utilizzare lo storico marchio. Tra i velivoli prodotti dopo il 1937 il più noto è il D.520, uno dei migliori caccia a disposizione dell'Armée de l'air francese prima dello scoppio della seconda guerra mondiale, prodotto però in un ridotto numero di esemplari per poter essere determinante nell'opposizione alla tedesca Luftwaffe durante le fasi della Campagna di Francia.
Il marchio viene definitivamente accantonato dopo l'assorbimento, nel dicembre 1940, della SNCAM da parte della Société nationale des constructions aéronautiques du sud-est (SNCASE) e come conseguenza dell'abbandono dell'azienda da parte di Émile Dewoitine che preferì fondare una nuova realtà imprenditoriale, la  Société industrielle pour l'aéronautique (SIPA), con la quale produsse inizialmente parti aeronautiche per conto di altre aziende committenti.